# Alexandra Jule
Alexandra Jule (* 5. Juni 1989) ist eine australische Schachspielerin.
Alexandra Jule begann im Alter von sieben Jahren Schach zu spielen. Ihr Trainer war Kerry Corker, ein Schachlehrer aus der Region Gold Coast, Queensland.
2006 gewann sie die australische U18-Meisterschaft der weiblichen Jugend in Brisbane sowohl in der normalen Bedenkzeit als auch in der Schnellschachkonkurrenz. Beim ozeanischen Zonenturnier der Frauen 2007 in Nadi, das von Irina Berezina gewonnen wurde, erreichte sie vor Sue Maroroa den zweiten Platz. Ihr wurde dafür der Titel Internationaler Meister der Frauen (WIM) verliehen. In der britischen Four Nations Chess League (4NCL) spielte sie in der Saison 2007/08 zwei Partien für die zweite Mannschaft des Barbican Chess Clubs. Bei ihrer ersten Teilnahme an einer Schacholympiade 2016 in Baku hatte sie als Ersatzspielerin der australischen Frauennationalmannschaft ein positives Ergebnis von 5,5 Punkten aus 9 Partien. Im Januar 2017 war Alexandra Jule beim Australian Open in Brisbane beste australische Teilnehmerin und gewann damit den Titel der australischen Frauenmeisterin.
Ihre Elo-Zahl beträgt 2008 (Stand: Dezember 2023). Sie läge damit auf dem vierten Platz der australischen Elo-Rangliste der Frauen, wird jedoch als inaktiv gewertet, weil sie seit der Meisterschaft von Queensland 2019 keine Elo-gewertete Normalpartie mehr gespielt hat. Ihre höchste Elo-Zahl lag bei 2033 von Juli 2017 bis Januar 2018. 